# Химкинский бульвар
Хи́мкинский бульва́р — улица в Москве в районах Северное и Южное Тушино Северо-Западного административного округа между улицей Свободы и Сходненской улицей. Здесь расположена станция метро «Сходненская».

## Происхождение названия
Назван в 1964 году по расположению начала бульвара непосредственно на берегу Химкинского водохранилища.

## Описание
Химкинский бульвар начинается от улицы Свободы напротив Химкинского водохранилища и парка «Северное Тушино», проходит на запад, слева к нему примыкает Штурвальная улица. Заканчивается на Сходненской улице у станции метро «Сходненская». Правый северный рукав бульвара переходит в бульвар Яна Райниса.
На бульваре расположен сквер для прогулок и отдыха. В центральной части находится фонтан. Пространство комплексно благоустроено и озеленено в 2018 году. В результате работ в сквере были выделены функциональные зоны для разных возрастных групп. Здесь разбиты спортивные площадки (воркаут-комплекс, теннисные столы), игровой городок для детей, площадка для людей старшего возраста (шахматные столы, тренажеры для проработки суставов), панна-футбол. На бульваре стоят парковые качели и скамейки разных дизайнов.